# A Believer Sings the Truth
A Believer Sings the Truth è il trentasettesimo album in studio del cantautore country Johnny Cash, ed è il suo sesto album di brani esclusivamente gospel. Venne pubblicato nel dicembre 1979 su doppio LP dalla Cachet Records, etichetta sussidiaria della Columbia Records.

## Descrizione
Cash era sotto contratto con la Columbia Records, ma la casa discografica aveva seri dubbi che un doppio album di canzoni religiose potesse avere potenziale commerciale alla fine degli anni settanta. Quindi, poiché il musicista era risoluto nella sua scelta, gli venne concesso di pubblicare il disco su etichetta Cachet Records e di promuoverlo attraverso uno speciale radiofonico con parti recitate aggiunte.
Negli Stati Uniti il disco entrò nella classifica Country Top 50, posizionandosi al numero 43. 
Nel 1982 la Columbia ristampò l'album, e nel 1984 la Arrival Records pubblicò il disco in formato ridotto su singolo LP con il titolo I Believe.

## Tracce
Lato 1
1. Wings in the Morning – 2:43
2. Gospel Boogie (A Wonderful Time up There) – 2:40
3. Over the Next Hill (con Anita Carter) – 2:36
4. He's Alive (con June Carter Cash) – 4:16
5. I've Got Jesus in My Soul – 2:42

Lato 2
1. When He Comes (con Rosanne Cash) – 3:33
2. I Was There When It Happened (con Marshall Grant) – 2:16
3. I'm a Newborn Man – 1:42
4. There Are Strange Things Happening Every Day – 3:34
5. Children Go Where I Send Thee – 2:39

Lato 3
1. (I'm Just an) Old Chunk of Coal – 2:14
2. Lay Me Down in Dixie (con Cindy Cash) – 2:01
3. Don't Take Everybody for Your Friend – 2:25
4. You'll Get Yours, I'll Get Mine (con Rodney Crowell) – 2:23
5. Oh Come Angel Band – 2:45

Lato 4
1. This Train is Bound for Glory (con June Carter Cash) – 3:31
2. I'm Gonna Try to Be That Way (con Jan Howard) – 2:50
3. What on Earth (Will You Do for Heaven's Sake) – 2:10
4. That's Enough – 2:45
5. The Greatest Cowboy of Them All (con Jack Routh) – 3:54